# 北岛隆三
北岛隆三（日语：／ Kitajima Ryūzō，1985年10月23日—），日本男子马术运动员，2014年亚洲运动会团体三项赛银牌得主、2018年亚洲运动会团体三项赛金牌得主、2024年夏季奥林匹克运动会团体三项赛铜牌得主。